# Ascobolus denudatus
Ascobolus denudatus är en svampart som beskrevs av Fr. 1822. Ascobolus denudatus ingår i släktet Ascobolus och familjen Ascobolaceae.  Arten är reproducerande i Sverige. Inga underarter finns listade i Catalogue of Life.